# Montejo (kommunhuvudort)
Montejo är en kommunhuvudort i Spanien.   Den ligger i provinsen Provincia de Salamanca och regionen Kastilien och Leon, i den centrala delen av landet, 160 km väster om huvudstaden Madrid. Montejo ligger 931 meter över havet och antalet invånare är 221.
Terrängen runt Montejo är platt, och sluttar norrut. Runt Montejo är det mycket glesbefolkat, med 7 invånare per kvadratkilometer. Närmaste större samhälle är Guijuelo, 9,2 km söder om Montejo. Trakten runt Montejo består till största delen av jordbruksmark.